# Терцио
Терцио (на испански: tercio (произношение ˈterθjo) – „третина"; или tercio español, „Испанска тертина") е военна единица на Испанската империя по време на ерата на господството на Хабсбургска Испания в Европа и по време на Ренесанса.
Терциото е пехотна формация, съставена от пиконосци, мечоносци и аркебузиери или мускетари, която на теория е до 3000 души, въпреки че обикновено е била по-малко от половината по брой. То също така понякога се нарича испанско каре в други държави, които възприемат формирането на такива съединения, например армиите на Свещената Римска империя.
Испанските терции са първата модерна европейска армия, разбирано като армия от професионални доброволци, за разлика от редовните наборни армии и наемни войски, типични за други европейски страни по това време. Грижите, които се предприемат, за да се поддържа голям брой „стари войници" (ветерани) в частите, както и тяхната професионална подготовка, издигат терциите за близо век и половина в най-добрата пехота в Европа. Освен това те са първите части, които ефективно комбинират пики и огнестрелно оръжие. Формацията доминира на европейските бойни полета през 16 и първата половина на 17 век и се смята от историците като основно развитие в ранното съвременно използване на смесени видове войски.

## История
Терциото е продукт на Италианските войни, в които испанският генерал Фернандес де Кордоба реорганизира испанската армия в края на 15 и началото на 16 век в тактически уникална комбинация от смесени оръжия, събрани около бронираната пехота. За да се противопоставят на френската тежка конница, е създадена военна единица, наречена коронелия (от испанското coronelía). В нея теоретично може да има до 6000 души, но към 1534 г. размерът ѝ е намален до максимум 3000 души за по-голяма мобилност при атака. Армиите, използващи терции, обикновено планират да ги използват в битка по три, с едно терцио отпред и две отзад, като задните формации застават по диагонал спрямо първото – по едно от всяка страна, така че трите заедно приличат на стъпаловидна пирамида, откъдето идва и името терцио, което означава „една трета" (т.е. едно терцио е било една трета от цялата бригада през тази епоха).

## Състав и характеристики
Въпреки че и други страни възприемат терциото като формация, армиите им не достигат страховитата репутация на испанците, които притежава ядро от професионални войници, даващо им труднодостижимо предимство. Тяхната армия започва да се допълва от „войски от различни народи" – много от войските по-късно са наемници от Германия (ландскнехти), или от италианските и валонски територии на Испанска Нидерландия, което остава основна характеристика на европейските войни преди масовите мобилизации на Наполеоновите войни. Все пак, през 16 и 17 век ядрото на испанските войски се образува от испанци, често оценяни от другите за тяхната сплотеност, превъзходство в дисциплина и цялостния им професионализъм.

### Формации
В рамките на едно терцио, редиците на пиконосците образуват празен квадрат (каре) с мечоносците (обикновено оборудвани с къс меч, щит и метателни копия) вътре. С нарастването на значението на огнестрелното оръжие, мечоносците постепенно намаляват и са премахнати. Аркебузиерите (по-късно мускетари) обикновено се разделят на няколко подвижни групи, наречени ръкави и разположени на обичайни места в карето, обикновено по една група на всеки ъгъл. Разполагайки комбинираните оръжия по този начин, формацията едновременно използва предимствата на защитата на пиконосците, на огневата мощ на аркебузиерите, както и възможността за осъществяване на внезапни излази на мечоносците. В допълнение към присъщата способност да отблъсква кавалерия и други единици на предните си редици, далекобойната огнева мощ на аркебузиерите в карето също лесно може да се реорганизира по фланговете, което го прави универсално и в нападение, и при отбрана, което се доказва например от успеха на терциите в битката при Павия.
Няколко терции обикновено се разполагат във формация драконови зъби (тоест шахматно, като предния фронт на една единица е на едно ниво със задния край на предната). Това дава възможност за анфиладен огън, а донякъде и прикритие на отделните единици. Разстоянията между две карета в дадена редица осигуряват място на непредпазливия враг да навлезе и да бъде заобграден или да стане обект на прекия кръстосан огън на оръжията на три отделни карета. От самото начало, терциите са предназначени да координират полевите си действия с кавалерията.

### В Испанската империя
При Хабсбургите, крале на Испания и императори на Свещената Римска империя, терциите се разполагат в цяла Европа. Те са съставени от доброволци и изградени около добре обучени ядра от професионални войници. Понякога по-късно те не се придържат към изцяло доброволческия модел на редовната имперска испанска армия – когато крал Филип II през 16 век се нуждае от повече войски, той включва в терциите, воюващи във Фландрия и каталонски престъпници.Тази тенденция с включването на каталонски престъпници е продължена от него и през останалата част от управлението му. Голяма част от испанската армия (която от втората половина на 16 век е изцяло съставена от терции:. Терцио на Савоя, Терцио на Сицилия и др.) е разположена в Нидерландия, за потушаване на все по-разрастващото се въстание срещу Хабсбургите, макар че по ирония на съдбата много единици стават част от проблема, а не негово решение, когато идва време за заплащане. Испанската хазна е изчерпана от постоянните войни и неплатените терции често се разбунтуват – през април 1576 г., веднага след като печелят важна победа, незаплатените части окупират Антверпен, заплашвайки да опустошат града, ако исканията им не бъдат приети. Лишен от войски, и по този начин от власт, испанският управител на провинцията изпълнява исканията на войниците.

### В Португалия
Португалия възприема испанския модел през 16 век, като нарича формацията терцо. През 1578 г., в рамките на реорганизацията на португалската армия, проведена от крал Себащияу, са образувани четири такива съединения: Терцо на Лисабон, на Естремадура, на Алентежу и на Алгарве. Всяко от тях има по около 2000 души, формирани в осем роти.
Пехотата на армията, участваща в експедицията до Мароко през 1578 г. се състои от следните четири терци, заедно с това на Авантюристите (изцяло съставено от млади благородници): три наемни (немски, италиански и кастилски войници), и едно елитно, съставено от стрелци от португалския гарнизон в Танжер. Всички те участват в битката при Ел Ксар ел Кебир.
Докато е обединена с испанската корона (1580-1640 г.), Португалия запазва организацията на тези формации, въпреки намаляването на числеността на армията. Няколко испански терции са изпратени в Португалия, като едно от тях, испанското Терцио на Лисабон, заема основната крепост на португалската столица. През този период е създадено и Терцо на Флота на Португалската корона, прародител на съвременната португалска морска пехота.
След възстановяването на португалския суверенитет през 1640 г., армията е реорганизирана от крал Жуау IV. Терците остават основните звена на португалската пехота. Организирани са два типа формации: платени (това са постоянните единици) и спомагателни (съставени от призивни милиции). С тях Португалия печели войната си за независимост.
В края на 17 век, португалските терци вече започват да се реорганизират като модерни полкове. Постоянните части са трансформирани в полкове през 1707 г. по време на Войната за испанското наследство – след като испанците реформират техните през 1704 г. Спомагателните са реформирани окончателно едва през 1796 г. Някои от тези съединения са преки предци на съвременните полкове на португалската армия.

## Постепенен упадък
Първото предизвикателство към доминацията на този вид формации идва в битката при Нюпорт (1600 г.). Победителят от Нюпорт, холандския щатхалтер Морис, e считал, че може да подобри терциото, като добави организацията на римски легион. Тези по-плитки линейни формации имат по-голяма възможност за едновременен огън от наличните оръжия. Резултатът е, че терциите при Нюпорт наистина понасят големи загуби от холандската огнева мощ. Все пак испанската армия успява да зждържи позициите си.
Осемдесетгодишната война (1568-1648) в Нидерландия продължава да се води предимно с обсади на градове и крепости, а полевите битки са от второстепенно значение. Реформите на Морис не довеждат до еволюция във военната тактика, но той създава армия, която може да воюва с терциите на равни начала и посочва пътя за бъдещо развитие. По време на Тридесетгодишната война (1618-1648) терциите вече започват да понасят повече загуби от по-линейно устроените формации, използвани от шведския крал Густав Адолф.
През цялата си история формата и съставът на терциите никога не остава статични, като еволюират в отговор на новите предизвикателства. Формациите, съставени от добре обучени войници с добра кавалерийска подкрепа продължават да печелят редица важни битки, като битката при Бялата планина (1620), Фльорюс (1622), Бреда (1624), Ньордлинген (1634), Тионвил (1639), Онекур (1641) и Валансиен (1656 г.). Репутацията на непобедимост на испанското терцио е окончателно сломена едва в битката при Рокроа (1643 г.). Дори и тогава, поражението се отдава повече на оттеглянето на кавалерията, отколкото на провал на испанското терцио, което в един момент от битката се оказва близо до победа над вражеската пехота. Терциите продължават да печелят важни битки известно време и след Рокроа и дори след Тридесетгодишната война, но са вече значително променени. Подобряването на огнестрелните оръжия и леката артилерия дава решително предимство на новия линеен стил. В отговор на това, към края на 17 век терциите също възприемат голяма част от организация и тактика на линейния стил, но тези формации нямат вече нищо общо с класическите терции от предния век. През 1704 г. испанските терции са реформирани в полкове.

## Специфични черти на войските
Войниците на служба в терциите се славят с изключителна гордост и мнителност, когато става въпрос за личната им чест. Това са агресивни, дисциплинирани и самоуверени войски, които трудно се ръководят без правилен подход. За разлика от другите армии по това време, испанските войници не позволяват физически наказания с пръчки или ръце, защото ги смятат за накърняващи достойнството. Вместо това, те приемат наказания с оръжия като мечове например, което, макар и по-опасно, е смятано за по-благородно.
Тази мнителност относно въпросите на чест и репутация предизвиква многобройни дуели, които, добавени към безразсъдната смелост на войниците на бойното поле, им спечелват специфична репутация.
Когато испанските терции участват в битка заедно със съюзници или терции от други националности, много често испанците заемат най-опасните или важни места, за да защитят репутацията си. В действителност, испанската армия е единствената по това време, което включва наказания за тези, които се осмеляват да напуснат формацията поради личното си желание за бой или за да се отличат през лицето на врага.

Често тези войници, служейки с години без да получават възнаграждения и живеейки при мизерни условия, се разбунтуват срещу командирите си. Въпреки това, вместо да правят това преди важна битка, както е обичайно, за да окажат натиск за изплащането на парите си, те винаги го правят след битката, така че да не може да се твърди, че не са изпълнили задълженията си. Дори и след бунтовете, те поддържат военната си дисциплина и организация, избирайки нови командири да ги командват.

## Други
- Частите на съвременния Испански легион също се наричат терции.